# Wangcheng (sockenhuvudort i Kina, Hunan Sheng, lat 29,42, long 111,65)
Wangcheng är en sockenhuvudort i Kina. Den ligger i provinsen Hunan, i den södra delen av landet, omkring 190 kilometer nordväst om provinshuvudstaden Changsha. Antalet invånare är 17 637. Befolkningen består av 8 787 kvinnor och 8 850 män. Barn under 15 år utgör 13,0 %, vuxna 15-64 år 75 %, och äldre över 65 år 10,0 %.
Runt Wangcheng är det tätbefolkat, med 493 invånare per kvadratkilometer. Närmaste större samhälle är Mengquan, 16,9 km väster om Wangcheng. Trakten runt Wangcheng består till största delen av jordbruksmark.
Genomsnittlig årsnederbörd är 1 706 millimeter. Den regnigaste månaden är maj, med i genomsnitt 303 mm nederbörd, och den torraste är december, med 32 mm nederbörd.